# Feng-hsiung Hsu
Pour les articles homonymes, voir Hsiung et Hsu.
Feng-hsiung Hsu (en cantonais : 許峰雄 (Xǔ Fēng Xióng), né le 1er janvier 1959,, est un informaticien rendu célèbre par sa participation comme architecte principal au projet d'ordinateur d'échecs Deep Blue, qui a vaincu le champion du monde Garry Kasparov en 1997.

## Carrière
Il commence son travail de fin d'études à l'université Carnegie-Mellon dans le domaine des ordinateurs d'échecs en 1985.
En 1988, il fait partie de l'équipe Deep Thought qui réalise pour la première fois un ordinateur capable de jouer au niveau d'un grand maître international.
En 1989, il est engagé par IBM pour réaliser un ordinateur dédié au jeu d'échecs et décroche un doctorat de l'université Carnegie-Mellon cum laudae.
En 1991, l'ACM lui décerne le prix Grace Murray Hopper pour son travail sur Deep Blue. En 1996, le superordinateur est défait par le champion du monde Garry Kasparov, mais un match revanche est organisé l'année suivante. Pour cette occasion, Hsu avait continué à travailler sur l'ordinateur et sa puissance de calcul avait été doublée, et la machine rebaptisée Deeper Blue. En mai 1997, Kasparov perd le match en six parties (2,5-3,5).
Avant de rejoindre l'équipe Deep Blue, Hsu avait participé à bien d'autres projets d'ordinateur d'échecs, à commencer par ChipTest, un processeur simple dédié au jeu d'échecs, qui se basait sur les travaux antérieurs de Ken Thompson sur Belle, et très différent d'un autre ordinateur conçu à l'université Carnegie-Mellon, HiTech, sous la direction de Hans Berliner et qui comportait 64 processeurs pour le générateur de coups au lieu d'un seul dans le projet de Hsu.
Hsu poursuivit ses efforts pour créer des ordinateurs de plus en plus puissants : Deep Thought, puis Deep Blue.
Hsu travaille à présent pour Microsoft Research Asia à Pékin et serait impliqué dans un projet d'ordinateur jouant au jeu de go.